# Mîlcea, Dubno
Mîlcea (în ucraineană Мильча) este localitatea de reședință a comunei Mîlcea din raionul Dubno, regiunea Rivne, Ucraina.

## Demografie
Componența lingvistică a localității Mîlcea
     Ucraineană (99,56%)
     Alte limbi (0,44%)
Conform recensământului din 2001, majoritatea populației localității Mîlcea era vorbitoare de ucraineană (99,56%), existând în minoritate și vorbitori de alte limbi.